# Agassiz (jezero)
Agassiz (anglicky Lake Agassiz) bylo sladkovodní jezero, které existovalo přibližně před 10 000 až 12 000 lety na okraji ledovcového štítu v Severní Americe. Nazváno bylo na počest švýcarského přírodovědce Louise Agassize. Bylo ze severu na jih 1100 km dlouhé a ze západu na východ 400 km široké a svou rozlohou 440 000 km² bylo větší než je dnešní rozloha Kaspického moře. Dosahovalo maximální hloubky 200 m.

## Vodní režim
Jezero mělo odtok do povodí řeky Mississippi údolími řek Warren a Minnesota. Existovalo asi 1 000 let a poté z převážné části odteklo řekou Nelson, která vznikla v údolí, které směřovalo k Hudsonovu zálivu.

## Současnost
Na místě jezera Agassiz se dnes nacházejí jezera Winnipežské, Manitoba, Winnipegosis, Lesní a mnoho menších a také velký pás plochých rovin. Ty jsou tvořené úrodnými šedými lesními lepkavými půdami. Je zde velmi rozvinuté zemědělství.

## Možný zánik a důsledky
Zajímavou teorii navrhl na základě svých výzkumů vzorků usazenin z jezera Lough Monreagh v západním Irsku kanadský geolog William Patterson. Tvrdí, že vyprázdnění většiny sladké vody do severního Atlantiku spustilo mimořádně rychlý nástup doby ledové, během pouhých 6 měsíců. Sladká snáze mrznoucí voda se dostala do severního Atlantiku a Severního ledového oceánu a odklonila Golfský proud, jehož dráha závisí na teplotě a slanosti vody.